# Astakos (Thebaner)
Astakos (altgriechisch Ἄστακος Ástakos) ist in der griechischen Mythologie ein thebanischer Krieger, dessen vier Söhne Ismaros, Leades, Melanippos und Amphidikos sich als tapfere Verteidiger der Stadt gegen die Sieben gegen Theben auszeichneten. Melanippos tötete den Mekisteus und verwundete den Tydeus tödlich, wurde jedoch dann von diesem noch erschlagen.
Nach Memnon von Herakleia ist Astakos einer der Sparten und eponymer Heros der Stadt Astakos in Bithynien, die wegen eines Orakelspruchs nach ihm benannt wurde. Bei Stephanos von Byzanz ist der namensgebende Gründer der Stadt ein Sohn von Zeus und der Nymphe Olbia.